# Kopfnussmusik
Kopfnussmusik (kurz: KNM) ist ein 2009 gegründetes Hip-Hop-Independent-Label aus Dortmund. Gründer und Chef des Labels ist der Dortmunder Rapper Reece (bürgerlich: Dominic Klaus). Seit 2013 standen die Rapper Reece und M.I.K.I unter Vertrag. Sonikk, der seit 2014 Teil des Labels war, trat zwischen 2017 und November 2018 nicht in Erscheinung.
2019 zog sich Labelgründer Reece aus dem Rapgeschäft zurück, Kopfnussmusik wurde vorübergehend geschlossen. Im August selben Jahres verkündete Reece, dass er weiterhin Musik machen und sein Label weiterführen möchte, diesmal jedoch ohne weitere Künstler unter Vertrag zu haben.

## Künstler
- Reece (Rapper / Produzent / Manager)

Ehemalige Künstler
- Akkord (Rapper) (bis 2013 und 2017 bis 2018)
- DeoZ (Rapper) (2015 bis 2018)
- M.I.K.I (Rapper) (2013 bis 2019)
- Sonikk (Rapper) (2014 bis 2019)

## Diskografie

### Labelsampler
| Jahr | Titel                 | Interpreten            |
| ---- | --------------------- | ---------------------- |
| 2014 | Aus Kohle und Stahl   | M.I.K.I, Reece, Sonikk |
| 2016 | Aus Kohle und Stahl 2 | M.I.K.I, Reece, Sonikk |

### Alben
| Jahr | Titel              | Interpret                       |
| ---- | ------------------ | ------------------------------- |
| 2013 | Malochersohn       | M.I.K.I                         |
| 2015 | Paria              | Reece                           |
| 2015 | Ignotus            | Sonikk                          |
| 2016 | Kurvenmukke        | M.I.K.I                         |
| 2017 | Suffkoppkommando 2 | M.I.K.I, Reece, Akkord und DeoZ |
| 2018 | Pottblagen         | M.I.K.I und Reece               |

### Mixtapes
| Jahr | Titel                | Interpret         | Anmerkungen                 |
| ---- | -------------------- | ----------------- | --------------------------- |
| 2010 | Final Destination    | Reece und Ferum   |                             |
| 2013 | Viel Rauch um Nichts | Reece             |                             |
| 2018 | Pottblagen Mixtape   | Reece und M.I.K.I | Als Teil der Pottblagen Box |

### EPs
| Jahr | Titel                | Interpret                 | Anmerkungen                         |
| ---- | -------------------- | ------------------------- | ----------------------------------- |
| 2014 | Suffkoppkommando     | M.I.K.I, Reece und Sonikk |                                     |
| 2015 | BVB-EP               | M.I.K.I, Reece und Sonikk | Als kostenloser Download            |
| 2017 | David vs. Goliath EP | M.I.K.I                   | Als Teil der Suffkoppkommando 2 Box |
| 2018 | 4 Letters            | M.I.K.I                   | Als Teil der Pottblagen Box         |
| 2018 | Gift                 | Reece und Sonikk          | Als Teil der Pottblagen Box         |

### Best-of Alben
| Jahr | Titel        | Interpret | Anmerkungen              |
| ---- | ------------ | --------- | ------------------------ |
| 2016 | Best of MIKI | M.I.K.I   | Teil der Kurvenmukke Box |

### Musikvideos
| Jahr | Titel                                       | Interpret                                                                                           |
| ---- | ------------------------------------------- | --------------------------------------------------------------------------------------------------- |
| 2010 | Fress den Bordstein                         | Reece, Ferum, Lord Lhus                                                                             |
| 2010 | Hier Gefangen                               | Reece, Ferum, Jolanta                                                                               |
| 2011 | Dortmund meine Stadt                        | Reece                                                                                               |
| 2011 | Hältst du das aus                           | Reece                                                                                               |
| 2012 | Gib nicht auf                               | D-Shock                                                                                             |
| 2013 | Schwarzgelber Rauch                         | Reece, M.I.K.I                                                                                      |
| 2013 | Identität 44                                | Reece                                                                                               |
| 2013 | Wir sind stolz auf euch                     | Reece, M.I.K.I, Jo Marie                                                                            |
| 2013 | Gib ma die Flasche her                      | Reece, Akkord                                                                                       |
| 2013 | Träumer                                     | Reece                                                                                               |
| 2013 | Blauer Planet                               | Reece                                                                                               |
| 2013 | Fußball muss bezahlbar sein                 | M.I.K.I                                                                                             |
| 2013 | Ich denk zurück                             | M.I.K.I, DeoZ                                                                                       |
| 2014 | Ist das alles                               | Reece, M.I.K.I, Freshmaker                                                                          |
| 2014 | Graues Eis                                  | Sonikk                                                                                              |
| 2014 | Ruhrpott                                    | Reece, M.I.K.I, Sonikk                                                                              |
| 2014 | Richtung Sonne                              | Reece, M.I.K.I                                                                                      |
| 2014 | Anti Redbull                                | M.I.K.I                                                                                             |
| 2014 | Kind der 90er                               | Reece, M.I.K.I, Sonikk                                                                              |
| 2014 | Stadtgespräch                               | Reece, M.I.K.I, Sonikk                                                                              |
| 2014 | Von Schnaps schrumpft das Hirn              | Reece, M.I.K.I, Sonikk                                                                              |
| 2015 | Anders als alle                             | Reece                                                                                               |
| 2015 | Rest in Peace                               | Reece                                                                                               |
| 2015 | Durchs Feuer gegangen                       | Reece                                                                                               |
| 2015 | Generation Absturz                          | Reece                                                                                               |
| 2015 | Brüder aus dem Block                        | Sonikk, M.I.K.I                                                                                     |
| 2015 | Kannst du mich sehen                        | Reece                                                                                               |
| 2015 | Hart auf die Fresse                         | Sonikk, Reece                                                                                       |
| 2015 | Mein Fleisch                                | M.I.K.I                                                                                             |
| 2016 | Baumhaus                                    | Kreaze, Skor82                                                                                      |
| 2016 | Einer der letzten seiner Sorte (Danke Kuba) | M.I.K.I                                                                                             |
| 2016 | Kein guter Schwiegersohn                    | M.I.K.I                                                                                             |
| 2016 | 70 zu 30                                    | DeoZ                                                                                                |
| 2016 | Immer wieder Samstags                       | M.I.K.I, Reece                                                                                      |
| 2016 | Wie der Vater so der Sohn                   | M.I.K.I, Hagen Stoll                                                                                |
| 2016 | Kreisligasound                              | M.I.K.I, Sonikk                                                                                     |
| 2016 | Anti RB (In der Sache vereint)              | M.I.K.I, DeoZ, Sonikk, Reece, Koolhy, Choma, Pie Kei, Gorrest Fump, Elvis, Bloody32, CPO, Barracuda |
| 2017 | Perle aus dem Block                         | M.I.K.I                                                                                             |
| 2017 | Krieg dem DFB                               | M.I.K.I                                                                                             |
| 2017 | I bims                                      | M.I.K.I, Reece                                                                                      |
| 2017 | Feta auf Kreta                              | M.I.K.I, Reece, Akkord                                                                              |
| 2017 | Blue Curacao                                | Reece, DeoZ                                                                                         |
| 2018 | Ich steig in den Flieger                    | M.I.K.I, Reece, DeoZ                                                                                |
| 2018 | Matrix                                      | Reece                                                                                               |
| 2018 | Straßenpöhler                               | M.I.K.I, Reece                                                                                      |
| 2018 | Sorgenkind                                  | M.I.K.I, Reece                                                                                      |
| 2018 | Willkommen im Ruhrpott                      | M.I.K.I, Reece                                                                                      |
| 2019 | Zurück zu dir                               | M.I.K.I, Reece, DeoZ                                                                                |
| 2019 | Balkanisches Herz                           | M.I.K.I                                                                                             |